# Roque Sáenz Peña (Rosario)
Roque Sáenz Peña es un barrio del sur de la ciudad de Rosario, provincia de Santa Fe, Argentina. Está delimitado por las calles Lamadrid, Ayacucho, la Avenida San Martín y la Avenida Battle y Ordóñez. 
Debe su nombre por situarse en él uno de los hospitales públicos más importantes de la ciudad: Dr. Roque Sáenz Peña. Este sector de la urbe creció junto a otro distrito que fue en aquel entonces uno de los primeros barrios residenciales de la ciudad: el Saladillo Sud. En él se encuentran numerosos establecimientos educativos (públicos y privados), plazas, paseos y avenidas comerciales.
Las pintorescas casonas de las avenidas Nuestra Señora del Rosario y Arijón son el testimonio del pasado agitado del barrio.
- Datos: Q6112093